# Lisa Riecken
Lisa Riecken (* 29. Juli 1949 in Hamburg) ist eine deutsche Schauspielerin.

## Leben und Wirken
Nach dem Abitur absolvierte sie eine Ausbildung zur Kauffrau, studierte danach Gesang und Schauspielerei in West-Berlin. In vielen Theaterstücken war sie zu sehen und auch in einer Vielzahl von Operetten zu hören.
Dem deutschsprachigen Publikum wurde sie durch ihre Auftritte in Film- und Fernsehproduktionen bekannt, zu denen Weiberwirtschaft, Harald und Eddi oder Vater einer Tochter gehören, aber auch Auftritte in Günter Pfitzmanns Millionenerbe oder in Episodenrollen von Serien, wie z. B. Im Namen des Gesetzes. In Rainer Wolffhardts Endstation Harembar, der nach dem Roman von Heinrich Mann veröffentlicht wurde, war sie in einer Nebenrolle zu sehen.
Ab der ersten Folge am 11. Mai 1992 spielte sie als Elisabeth Meinhart-Richter, gesch. Meinhart-Buhr, geb. Meinhart eine Hauptrolle in der RTL-Daily-Soap Gute Zeiten, schlechte Zeiten. Im September 2010 verabschiedete sie sich aus der Serie. Im August 2011 kehrte sie einmalig für einen Gastauftritt in die Serie zurück.

## Filmografie
- 1979: Vater einer Tochter
- 1985: Tatort: Tod macht erfinderisch
- 1987: Weiberwirtschaft (Fernsehserie)
- 1987: Harald und Eddi (Fernsehserie, 2 Folgen)
- 1987: Der Landarzt (Fernsehserie, 1 Folge)
- 1987: Hals über Kopf (Fernsehserie, 1 Folge)
- 1989: Fragen Sie Frau Dr. Cora (Fernsehserie)
- 1989: Ein Heim für Tiere (Fernsehserie, 1 Folge)
- 1990: Steuergeheimnisse
- 1990–1993: Der Millionenerbe (Fernsehserie)
- 1992: Endstation Harembar
- 1992–2010, 2011: Gute Zeiten, schlechte Zeiten (Daily-Soap)
- 1993: Zwei halbe sind noch lange kein ganzes (Fernsehserie)
- 1994: Im Namen des Gesetzes (Fernsehserie, 2 Folgen)
- 1999: Nur ein toter Mann ist ein guter Mann

## Operetten
- als Laura – Bettelstudent (von Carl Millöcker)
- als Euridike – Orpheus in der Unterwelt (von Jacques Offenbach)
- als Helena – Die schöne Helena (von Jacques Offenbach)
- als Christine – Pariser Leben (von Jacques Offenbach)
- als Annina – Eine Nacht in Venedig (von Johann Strauss)
- als Janka – Ungarische Hochzeit (von Nico Dostal)
- als Liselott – Liselott von der Pfalz (von Eduard Künneke)
- als Lona Vonderhoff – Glückliche Reise (von Eduard Künneke)